# Turner Field
Das Turner Field war ein Baseball-Stadion in der US-amerikanischen Stadt Atlanta im Bundesstaat Georgia und war bis 2016 die Heimspielstätte der MLB-Mannschaft der Atlanta Braves. Das Stadion wurde ursprünglich als Olympiastadion für die Olympischen Spiele 1996 mit 85.000 Plätzen errichtet und trug den Namen Centennial Olympic Stadium. Im August 1996 startete der Rückbau auf rund 50.000 Plätze.
Ende 2013 kündigten die Atlanta Braves an, das Turner Field verlassen zu wollen und in einen neuen Ballpark umzuziehen. Am 2. Oktober 2016 traten die Braves gegen die Detroit Tigers (1:0) zum letzten MLB-Spiel im Turner Field an. Seit der Saison 2017 spielen die Atlanta Braves im SunTrust Park.
Nach dem Umzug der Atlanta Braves erwarb die Georgia State University das Stadion und baute es anschließend in ein American-Football-Stadion um. Das nunmehr Georgia State Stadium genannte Stadion bietet derzeit Platz für 25.000 Zuschauer und wird hauptsächlich vom NCAA-College-Football-Team der Georgia State Panthers genutzt.